# Bunda (canção)
Bunda (estilizado como "bunda 🍑") é uma canção do cantora e compositora argentina Emilia com a participação da cantora brasileira Luísa Sonza, lançada em 20 de fevereio de 2025, pela Sony Music Latin, como o primeiro single do próximo extended play de Emilia, Perfectas. A música foi escrita por ambas as artistas junto com Carolzinha, FMK, Pedro Breder e Zecca, e produzida por Zecca.

## Antecedentes
No dia 14 de janeiro de 2025, Emilia e Luísa Sonza foram vistas juntas durante a gravação de um videoclipe na praia do Flamengo, no Rio de Janeiro. Um mês depois, Emilia publicou um trecho de sua colaboração com Sonza em suas redes sociais; alguns dias depois, ambas as artistas anunciaram oficialmente o lançamento da música.
"Bunda" tem uma duração de três minutos e 43 segundos. Musicalmente, é uma música de funk carioca com elementos de reggaeton e electropop latino.

## Videoclipe
O videoclipe de "Bunda" foi lançado junto com a música. O vídeo mostra Emilia e Sonza tomando sol e dançando na praia, até que um grupo de mulheres mais velhas se aproxima delas com uma loção corporal. As duas artistas passam a loção nas nádegas e, alguns segundos depois, suas nádegas aumentam drasticamente.

## Apresentações ao vivo
Emilia e Sonza apresentou "Bunda" pela primeira vez na vigésima quinta temporada do Big Brother Brasil em 1 de março de 2025.